# Erste Kosmonautengruppe der Sowjetunion
Die erste Kosmonautengruppe der Sowjetunion wurde im Frühling 1960 aus 20 Luftwaffenpiloten zusammengestellt. Sie sollten in der sowjetischen Raumfahrt die Besatzungen der bemannten Raumschiffe bilden. Zwölf davon kamen zu einem oder mehreren Raumflügen.

## Hintergrund
Mit dem Start des künstlichen Satelliten Sputnik 1 am 4. Oktober 1957 begann die Ära der Raumfahrt. Sowohl in den USA als auch in der Sowjetunion gab es staatliche Raumfahrtprogramme, deren Ziel es war, einen Menschen in den Weltraum zu bringen. Die US-amerikanische Weltraumbehörde NASA hatte hierzu im April 1959 sieben Piloten als potentielle Raumfahrer ausgesucht. Auch die Sowjetunion musste geeignete Kandidaten für bemannte Raumflüge auswählen.

## Auswahl
Der menschliche Faktor für einen Raumflug wurde von den Offiziellen zu keinem Zeitpunkt unterschätzt, und so begann man Anfang 1959 mit der akribischen Suche nach geeigneten Kandidaten und mit einer strengen Auswahlprozedur. Unterstützt wurde die Auswahl durch die Abteilung für Weltraummedizin, welche vom Chef der sowjetischen Luftstreitkräfte, Konstantin Werschinin, einem großen Befürworter und Unterstützer der Raumfahrt, unter Leitung von Prof. Wladimir Jasdowski eingerichtet wurde. Mehr als 3000 Piloten wurden von der „Kommission für das Thema Nr. 6“ (die Tarnbezeichnungen waren aufgrund der strikten Geheimhaltung des gesamten Weltraumprogramms nötig) im Laufe des Jahres 1959 überprüft und bis auf 400 Mann aus der Liste gestrichen. Den Ausschlag für die Rekrutierung gab ein kritischer Blick in die Akten der Piloten. So musste man ein „reines“ Verhältnis zur Partei haben sowie eine „saubere“ Biographie vorweisen können. Nur Leute mit einwandfreier Vergangenheit würden sich letztendlich so für Propagandazwecke nutzen lassen, wie man es sich seinerzeit vorstellte.
Die 400 Auserwählten wurden in Gruppen zu je 20 Mann aufgeteilt und im Herbst 1959 in Moskau eingehender untersucht. Die meisten von ihnen disqualifizierten sich durch Mangel an Ausdauer, sodass schließlich nur noch 30 Anwärter übrig blieben, deren Zahl im Januar 1960 nochmals auf 20 verringert wurde und die schließlich als erste Kosmonautengruppe vorgestellt wurden. Bis zu jenem Zeitpunkt war allen Rekrutierten der eigentliche Zweck ihrer Auswahl verschwiegen worden, da man keinerlei Risiko eingehen wollte und man durch das Bekanntwerden der Bemühungen um baldmöglichste Erfolge die nationale Sicherheit und das internationale Prestige bedroht sah.
Die 20 Piloten, die ab 25. Februar 1960 die erste Kosmonautengruppe der Sowjetunion bildeten, waren (Kosmonauten ohne Weltraumflug sind in kursiver Schrift aufgelistet):
- Iwan Nikolajewitsch Anikejew (1933–1992)
- Pawel Iwanowitsch Beljajew (1925–1970)
- Walentin Wassiljewitsch Bondarenko (1937–1961)
- Waleri Fjodorowitsch Bykowski (1934–2019)
- Jewgeni Wassiljewitsch Chrunow (1933–2000)
- Walentin Ignatjewitsch Filatjew (1930–1990)
- Juri Alexejewitsch Gagarin (1934–1968)
- Wiktor Wassiljewitsch Gorbatko (1934–2017)
- Anatoli Jakowlewitsch Kartaschow (1932–2005)
- Wladimir Michailowitsch Komarow (1927–1967)
- Alexei Archipowitsch Leonow (1934–2019)
- Grigori Grigorjewitsch Neljubow (1934–1966)
- Andrijan Grigorjewitsch Nikolajew (1929–2004)
- Pawel Romanowitsch Popowitsch (1930–2009)
- Mars Sakirowitsch Rafikow (1933–2000)
- Dmitri Alexejewitsch Saikin (1932–2013)
- Georgi Stepanowitsch Schonin (1935–1997)
- German Stepanowitsch Titow (1935–2000)
- Walentin Stepanowitsch Warlamow (1934–1980)
- Boris Walentinowitsch Wolynow (* 1934)

Beljajew war als Major mit 34 Jahren der ranghöchste und älteste Kandidat, Oberleutnant Bondarenko mit 23 Jahren der jüngste. Leutnant Leonow hatte den niedrigsten Rang. Mit Ausnahme von Rafikow (Kirgisische SSR) stammten alle Kandidaten aus der Russischen oder aus der Ukrainischen Sowjetrepublik.

## Ausbildung
Die 20 Kandidaten begannen ab März 1960 eine Art Grundtraining auf dem Moskauer Zentralflughafen „M.W. Frunse“. Der theoretische Unterricht bestand hauptsächlich aus Lektionen in Physik, Himmelsmechanik, Raketentechnik und Biologie, speziell Medizin. Die Ausbildung wurde geleitet von Raumfahrttheoretikern, Raketenwissenschaftlern und Konstrukteuren vom OKB-1. Kurioserweise befanden sich unter den Ausbildern auch einige, welche später selbst ins All flogen: so beispielsweise Makarow, Jelissejew und Feoktistow. Die praktische Ausbildung bestand aus Fallschirmspringen, Flügen mit der MiG-15 UTI (mit der 1968 Gagarin tödlich verunglückte), Parabelflügen mit einer Tupolew Tu-104, aber auch aus nervenzehrenden Aufenthalten in isolierten Barokammern.
Die Raumfahrer wurden auf Schritt und Tritt verfolgt und jeder Mangel wurde von den Ausbildern protokolliert, die psychische und physische Verfassung während des Trainings genau verfolgt. Die Ausbildung selbst entspricht nicht mehr den heutigen Methoden, da man damals mangels Wissen über die Einflüsse der Schwerelosigkeit auf den menschlichen Organismus die Trainingseinheiten nicht „weltraumgerecht“ gestalten konnte.
Da eine Ausweitung des gesamten bemannten Weltraumprogramms abzusehen war, veranlasste man auf Beschluss des Zentralkomitees der KPdSU am 11. Januar 1960 die Gründung eines zentralen Kosmonauten-Ausbildungszentrums. Bereits im Sommer dieses Jahres war die grundlegende Infrastruktur in Swjosdny Gorodok (Sternenstädtchen), 40 Kilometer nordöstlich von Moskau geschaffen worden und man konnte das Training dort, weit besser vor den Augen der Öffentlichkeit verborgen, aufnehmen. Das ZPK (Zentr Podgotowki Kosmonawtow, heute Juri-Gagarin-Kosmonautentrainingszentrum) war von nun an das Zentrum der Bemühungen um einen bemannten Raumflug und die Trainingseinheiten wurden intensiviert, um den Kreis der möglichen Kosmonauten in spe weiter einzugrenzen. Der erste Chef des ZPK wurde Oberst Jewgeni Karpow, die Kosmonautenausbildung leitete fortan Nikolai Kamanin, aufgrund seiner Verdienste als Pilot zu jener Zeit bereits Held der Sowjetunion.

## Die Wostok-Flüge

### Sechs für Wostok
Alle Arbeiten liefen planmäßig, die Ausbildung schritt voran und das Fluggerät war bereits fertig, sodass man bereits im Dezember 1960 das Zeitalter der Präsenz des Menschen im Weltall einläuten wollte. Am 31. Mai wurden sechs der 20 Kandidaten ausgewählt, am Wostok-Programm teilzunehmen. Dabei handelte es sich um Gagarin, Titow, Nikolajew, Popowitsch, Kartaschow und Warlamow. Die restlichen 14 Rekruten schieden zwar damit nicht aus dem Trainingsprogramm aus, wurden allerdings nicht speziell im Wostok-Simulator ausgebildet, was ab Juli geschah. Am 18. Juni wurden die Anwärter ins Herstellerwerk Kuibyschew gebracht, wo sie zum ersten Mal das Wostok-Raumschiff sahen und von Sergei Koroljow, dem Chefkonstrukteur, gezeigt bekamen.
Obwohl bis dahin alles planmäßig verlief, traten zu jenem Zeitpunkt mehrere unvorhersehbare Ereignisse ein, welche die Kosmonautengruppe beschnitten, veränderten und die gesamte Planung durcheinanderbrachten. Zunächst disqualifizierte sich Anatoli Kartaschow und wurde, nachdem nach einem Zentrifugentest am 16. Juli ein Gefäßriss der Wirbelsäule festgestellt wurde, durch Neljubow ersetzt und zurückgestellt. Gänzlich aus dem Raumfahrtprogramm entfernt wurde er erst am 7. April 1962, nachdem er sich für Überbelastungen als untauglich erwies.
Am 24. Juli 1960 verletzte sich Walentin Warlamow bei einem Badeausflug infolge eines Kopfsprungs an der Halswirbelsäule und wurde durch Bykowski ersetzt. Warlamow war fortan Ausbilder des ZPK im Fach Astronavigation.
Die sechs Wostok-Kandidaten waren nun Gagarin, Titow, Nikolajew, Popowitsch, Bykowski und Neljubow.
Ein schwerer und tödlich endender Unfall trug sich am 23. März 1961, also nur kurze Zeit vor dem Start von Gagarin, in einer Isolationskammer des ZPK zu. Kandidat Bondarenko kam bei einem selbstverschuldeten Brand ums Leben. Der Vorfall wurde wegen des befürchteten „schädlichen“ Abfärbens auf das bis dahin geltende Image von den erfolgreichen sowjetischen Errungenschaften in der Raumfahrt bis 1986 totgeschwiegen.
Symbolisch bekamen die sechs Anwärter nach ihren Prüfungen am 17. und 18. Januar den Titel („Flieger-)Kosmonaut“ verliehen, durften sich aber öffentlich nicht so nennen, da man auch die Mitglieder der Kosmonautengruppe zur Verschwiegenheit nach außen verpflichtete. Letztendlich galt es, unter den sechs Verbliebenen, denjenigen herauszusuchen, der einerseits die besten Testresultate an den Tag legte, andererseits aber auch mit Charme und Charakter für die Propagandamaschinerie verwertbar war.
General Kamanin gab Juri Gagarin bereits Ende März zu verstehen, dass er sich Hoffnung machen dürfe, als erster ins All zu fliegen. Gagarin zeichnete sich in allen Disziplinen dadurch aus, immer zur Leistungsspitze zu gehören und keine Gebiete zu haben, auf denen er schwächelte. Gleichzeitig besaß er zwar einen starken, aber keinesfalls einen arroganten Charakter, wie es beispielsweise bei Neljubow, dem zweiten Ersatzmann von Wostok 1 und 2, der Fall war. Dieser konnte es mental kaum verkraften, nicht der Erste gewesen zu sein, rückte beim Flug von Titow nicht als erster Ersatzmann nach und bekam danach auf Anordnung Kamanins keine weitere Flugnominierung. Ein gemeinsamer Alkoholexzess im März 1963 mit Anikejew und Filatjew führte schließlich zur Entlassung aller drei Kandidaten aus dem Kosmonautenkorps. Während Anikjew und Filatjew ihre Laufbahn in den Streitkräften fortsetzten, verkraftete Neljubow seine Versetzung in den Fernen Osten nicht und starb am 18. Februar 1966, als er an der Bahnstation Ippalitowka in Sibirien von einem Zug erfasst wurde. Es konnte nicht eindeutig geklärt werden, ob sich ein Unfall ereignete oder er Suizid verübte.
Bekannt und berühmt wurde vor allem Juri Gagarin, der am 12. April 1961 mit Wostok 1 den ersten bemannten Raumflug unternahm.

### Wostok 2 bis 6

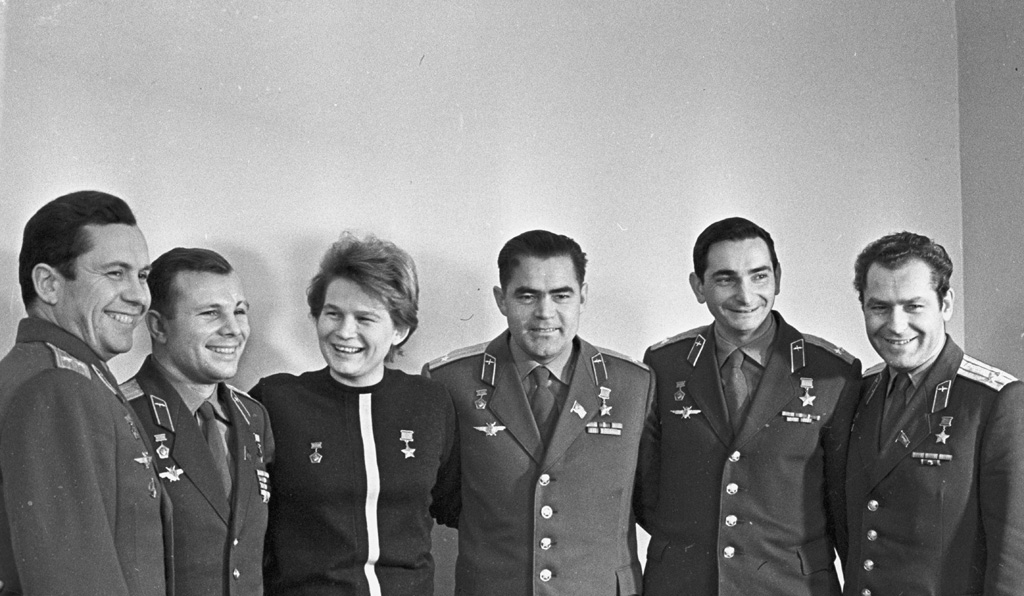
Die ersten sechs sowjetischen Raumfahrer. V. l. n. r.: Popowitsch (Wostok 4), Gagarin (Wostok 1), Tereschkowa (Wostok 6, nicht aus der ersten Kosmonautengruppe), Nikolajew (Wostok 3), Bykowski (Wostok 5), Titow (Wostok 2)

Noch 1961 wurde mit Wostok 2 der zweite sowjetische Raumflug durchgeführt. Als Raumfahrer wurde Titow nominiert, sein Ersatzmann war Nikolajew, der sich damit Hoffnungen auf den nächsten Flug machen durfte.
Im August 1962 wurde mit Wostok 3 und Wostok 4 der erste Doppelflug der Raumfahrtgeschichte durchgeführt. Piloten waren Nikolajew und Popowitsch, ihre Ersatzleute waren Bykowski und Komarow.
Mit Bykowski wartete der Letzte der vornominierten "Sechs für Wostok" noch auf seinen Einsatz, während mit Komarow bereits ein Kandidat aus der zweiten Reihe aufrückte.
Bykowski kam im Juni 1963 mit Wostok 5 zu seinem Raumflug, Wostok 6 wurde jedoch nicht mit Komarow besetzt, sondern mit Walentina Tereschkowa aus der eigens für diesen Flug zusammengestellten Kosmonautinnengruppe, die aus fünf Fallschirmspringerinnen bestand.
In den Jahren 1962 und 1963 hatte sich die erste Kosmonautengruppe deutlich dezimiert. Nach dem Tod von Bondarenko und den Verletzungen von Kartaschow und Warlamow wurden vier Kandidaten aus disziplinarischen Gründen aus der Gruppe ausgeschlossen: Neljubow, Anikejew, Filatjew und Rafikow. Somit waren von den ursprünglich 20 Kandidaten noch 13 übrig. Von ihnen warteten acht noch auf ihren ersten Raumflug.

## Woschod
Nach Ende des Wostokprogramms sollten ab 1964 mehrere Flüge mit mehrsitzigen Woschod-Raumschiffen durchgeführt werden.
Um die Besatzung entfachte sich ein langwieriger Disput zwischen Kamanin, dem Leiter der Kosmonautenausbildung, und Koroljow, dem Chefkonstrukteur. Während Kamanin seine Piloten als Kosmonauten verteidigte, drängte Koroljow darauf, Ingenieure fliegen zu lassen. Außerdem versuchte er, den Pilotenveteran Georgi Beregowoi in die Kosmonautengruppe zu drücken. Beregowoi war viel älter als die anderen Kosmonauten und konnte sich nur schwer in die bestehende Gruppe integrieren.
Als Kommandant von Woschod 1 wurde schließlich Komarow akzeptiert, sein Ersatzmann war Wolynow. Die anderen beiden Besatzungsmitglieder sowie deren Ersatzleute hatten nur eine Kurzausbildung zum Raumfahrer durchgemacht. Lediglich Feoktistow blieb nach Abschluss des Fluges im Kosmonautenkader, war aber stets ein umstrittener Kandidat.
Beim Flug von Woschod 2 sollte der erste Weltraumausstieg erfolgen. Sowohl die Besatzung (Beljajew und Leonow) als auch die Ersatzleute (Gorbatko, Chrunow, Saikin) bestanden aus Kosmonauten der ersten Gruppe.
Ein weiterer Woschod-Flug, Woschod 3 war geplant, wurde aber nie durchgeführt, ohne dass er je offiziell abgesagt wurde. Im Laufe der Zeit waren acht Kosmonauten als Besatzung im Gespräch. Aus der ersten Kosmonautengruppe waren dies Wolynow, Schonin, Gorbatko und Chrunow.

## Sojus

### Missglückter Jungfernflug
Der Jungfernflug des neuen Sojus-Raumschiffs fand im April 1967 statt. Geplant war ein Doppelflug mit Umstieg von zwei Kosmonauten von Sojus 2A zu Sojus 1. Beide Kommandanten (Komarow und Bykowski) sollten aus der ersten Kosmonautengruppe kommen, ebenso ein weiterer Kosmonaut (Chrunow). Als viertes Besatzungsmitglied war ein Ingenieur vorgesehen. Die gleiche Einteilung galt auch für die Ersatzleute: Gagarin und Nikolajew als Kommandanten sowie Gorbatko als weiteres Besatzungsmitglied. Wie vorgesehen startete Komarow mit Sojus 1 und war somit der erste Kosmonaut, der zu einem zweiten Einsatz kam. Wegen der massiven technischen Probleme beim Flug von Sojus 1 musste Sojus 2A am Boden bleiben. Sojus 1 stürzte bei der Landung durch Fallschirmversagen ab, Komarow wurde dabei getötet.

### Weitere Sojusflüge
Als das Sojus-Programm wieder aufgenommen wurde, mussten sich die Kosmonauten der ersten Auswahlgruppe nicht nur gegen die Ingenieure wie Jelissejew und Kubassow durchsetzen, sondern auch gegen Piloten späterer Auswahlgruppen wie Schatalow und Filiptschenko, die 1963 zum Kosmonautenkorps gestoßen waren.
Durch mehrere Gruppenflüge war der Bedarf an Kosmonauten jedoch relativ hoch, so dass weitere Mitglieder der ersten Auswahlgruppe zu ihren Nominierungen kamen.
Beim Doppelflug von Sojus 4 und Sojus 5 kamen Wolynow und Chrunow zu ihrem ersten Einsatz, Schonin und Gorbatko waren Ersatzleute.
Beim Gruppenflug von Sojus 6, 7 und 8 kamen Schonin und Gorbatko zu ihrem ersten Einsatz. Der Wostok-Veteran Nikolajew war Ersatzmann für Sojus 8 und flog beim Langzeitflug von Sojus 9 zum zweiten Mal in den Weltraum.
Als letzter aktiver Kosmonaut der ersten Gruppe blieb Saikin übrig. Er war Ersatzkommandant von Woschod 2 gewesen, musste aber im Oktober 1969 aus medizinischen Gründen das Kosmonautenkorps verlassen.
Weitere Flüge unternahmen Leonow 1975 im Apollo-Sojus-Test-Projekt und Bykowski 1976 mit der Erdbeobachtungsmission Sojus 22.

### Saljut und Almas
Nachdem das sowjetische Mondprogramm ab 1969 schrittweise zurückgefahren und schließlich aufgegeben worden war, konzentrierte sich die sowjetische Raumfahrt zunehmend auf den Betrieb von Raumstationen.
Leonow, Bykowski und Wolynow waren ursprünglich als Kommandanten der Besatzungen von Saljut 1 und Saljut 2A vorgesehen. Durch den Austausch der Besatzung von Sojus 11 kurz vor dem Start musste Leonow auf den für ihn vorgesehenen Flug zu Saljut 1 verzichten. Die stattdessen fliegende Ersatzmannschaft kam bei der Rückkehr von Saljut 1 ums Leben. Diese Katastrophe sowie der Fehlstart von Saljut 2A verhinderten dann auch den Einsatz von Wolynow und Bykowski.
Ab 1974 waren Popowitsch (Saljut 3 bzw. Almas 2), Wolynow (Saljut 5 bzw. Almas 3), Bykowski (Saljut 6) und Gorbatko (Saljut 5 und 6) auf Raumstationen im Einsatz. Chrunow war Ersatzmann für einen Besuch mit Sojus 38 auf Saljut 6, kam aber nicht zum Einsatz und erhielt auch keine weiteren Zuweisungen. Gorbatkos Einsatz als Kommandant von Sojus 37/Sojus 36 bei der Interkosmosmission mit Phạm Tuân beendete die Raumflüge der ersten Kosmonautengruppe.

## Ausscheiden
Als im Laufe des Jahres 1982, 22 Jahre nach ihrer Berufung, Bykowski, Leonow, Nikolajew, Popowitsch und Gorbatko den Dienst als aktive Kosmonauten quittierten, verblieb nur noch Wolynow im aktiven Dienst. Mit seinem Ausscheiden im Jahre 1990 beendete der letzte Kosmonaut der ersten Auswahlgruppe seine Raumfahrerlaufbahn nach 30 Jahren. Nur John Young, war mit mehr als 42 Dienstjahren länger als Astronaut im Dienst.
Während alle Astronauten der ersten US-Auswahlgruppe (die "Mercury Seven") ins All flogen, wurden von den ursprünglich ausgewählten 20 Kandidaten der ersten sowjetischen Auswahlgruppe nur zwölf tatsächlich zu Raumfahrern. Einer von ihnen (Bondarenko) starb bei den Vorbereitungen, drei weitere (Kartaschow, Saikin, Warlamow) waren aus medizinischen Gründen untauglich. Daneben wurden vier von ihnen (Anikejew, Filatjew, Neljubow, Rafikow) in den Jahren 1962 und 1963 wegen disziplinarischer Vergehen ausgeschlossen.
Nach dem Tod von Leonow im Jahre 2019 ist Wolynow das letzte noch lebende Mitglied der 1960 in die Gruppe berufenen Raumfahrer, während als letzter Kandidat ohne Weltraumflug Saikin im Jahre 2013 verstarb.